# Martha Brooks
Martha Brooks  (Ninette, 15 juli 1944) is een Canadese schrijfster en jazz-zangeres. Ze schrijft toneelstukken, romans en korte fictie. Haar teener-boek True Confessions of a Heartless Girl kreeg in 2002 de General's Award for English language children's literature. In datzelfde jaar werd haar jazzalbum Change of Heart bekroond met de Prairie Music Award in de categorie 'outstanding jazzalbum'. Voor haar literaire werken heeft ze nog verschillende andere awards gekregen, waaronder de Vicky Metcalf Award (2007).